# Березівка (Чернігівський район)
Березі́вка — село в Україні, у Любецькій селищній громаді Чернігівського району Чернігівської області. До 2017 підпорядковане Смолигівській сільській раді. Населення становить 59 осіб.

## Історія
Село засноване у 1826 році під назвою Брехуни. З 1936 року називалось Стахановим, з 1961 року Березівкою.
12 червня 2020 року, відповідно до розпорядження Кабінету Міністрів України № 730-р «Про визначення адміністративних центрів та затвердження територій територіальних громад Чернігівської області», увійшло до складу Любецької селищної громади.
19 липня 2020 року, в результаті адміністративно - територіальної реформи та ліквідації Ріпкинського району, село увійшло до складу Чернігівського району Чернігівської області.

## Відомі люди
В селі народились Герой Радянського Союзу Микола Андрюшок та літературознавець, доктор філологічних наук Михайло Пригодій.